# 烏克蘭展覽中心
烏克蘭展覽中心（烏克蘭語：Національний експоцентр України）是烏克蘭首都基輔的一個多功能展覽設施。展覽中心創建於1958年，是為烏克蘭國家經濟成就展而興建，展示烏克蘭在工業和科學領域取得的成就。烏克蘭中心位於基輔郊區，其中部分用地被用作公園。建築於1952年開工，修建耗時六年。

## 圖集

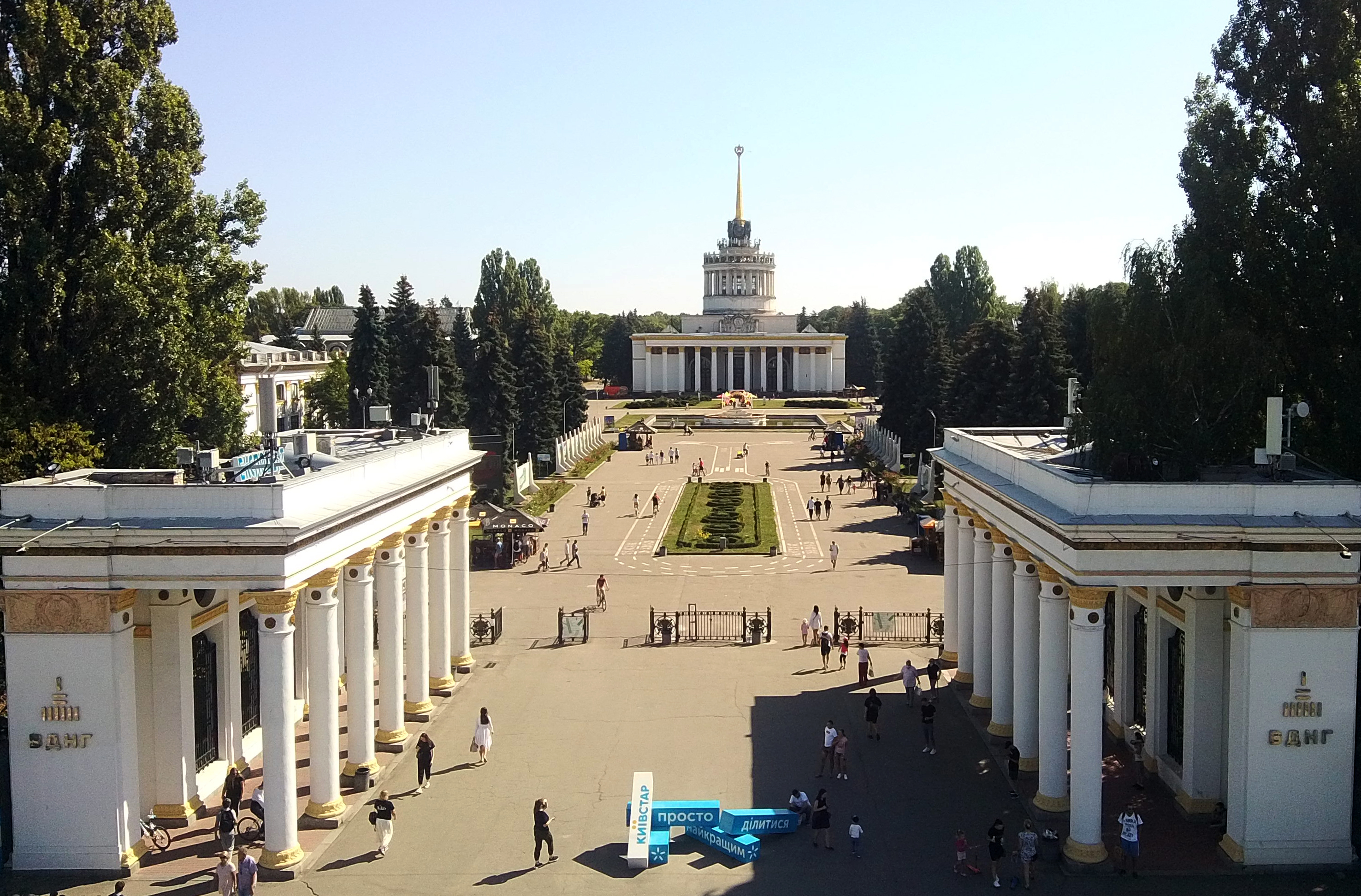
烏克蘭展覽中心
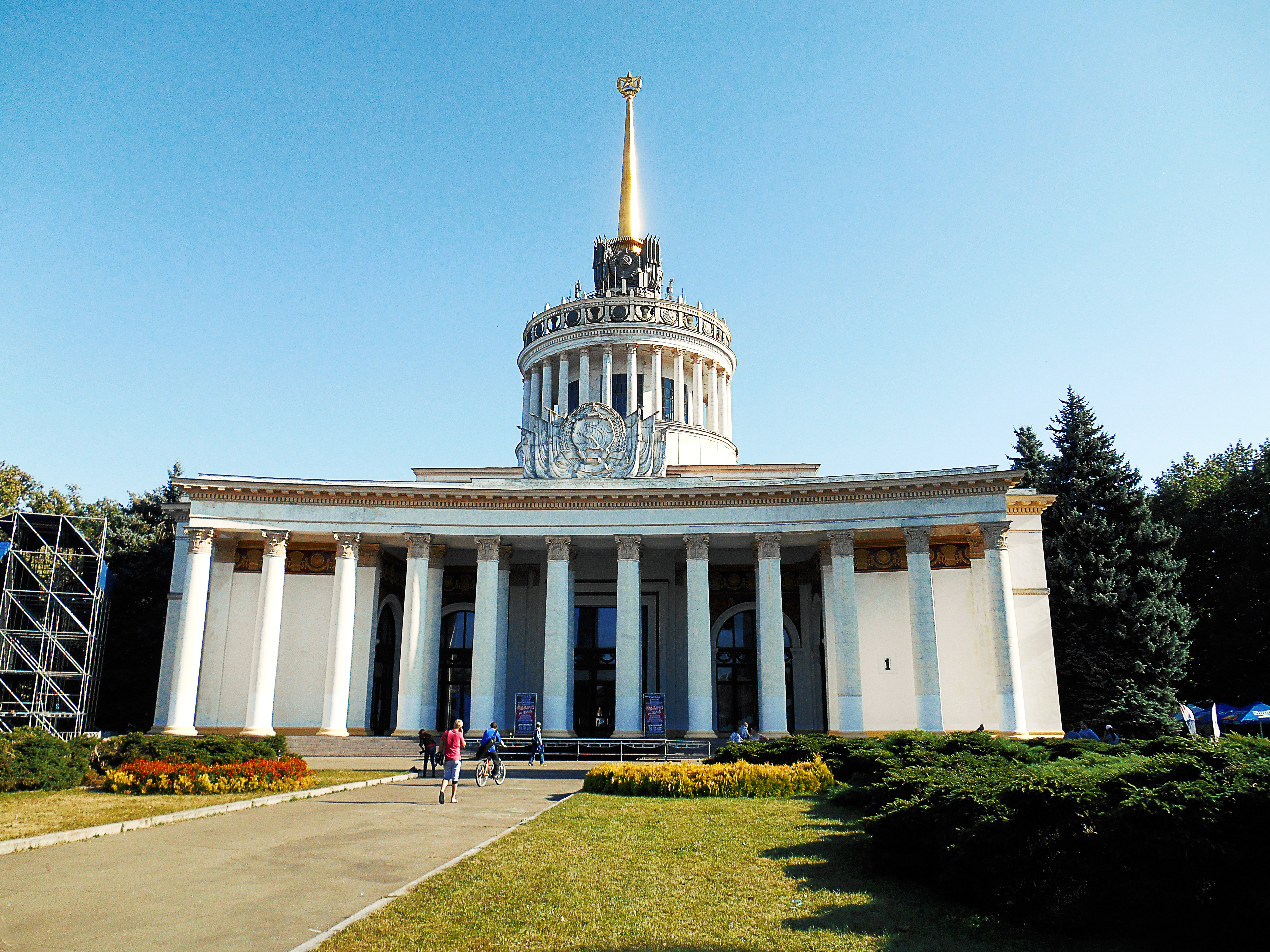
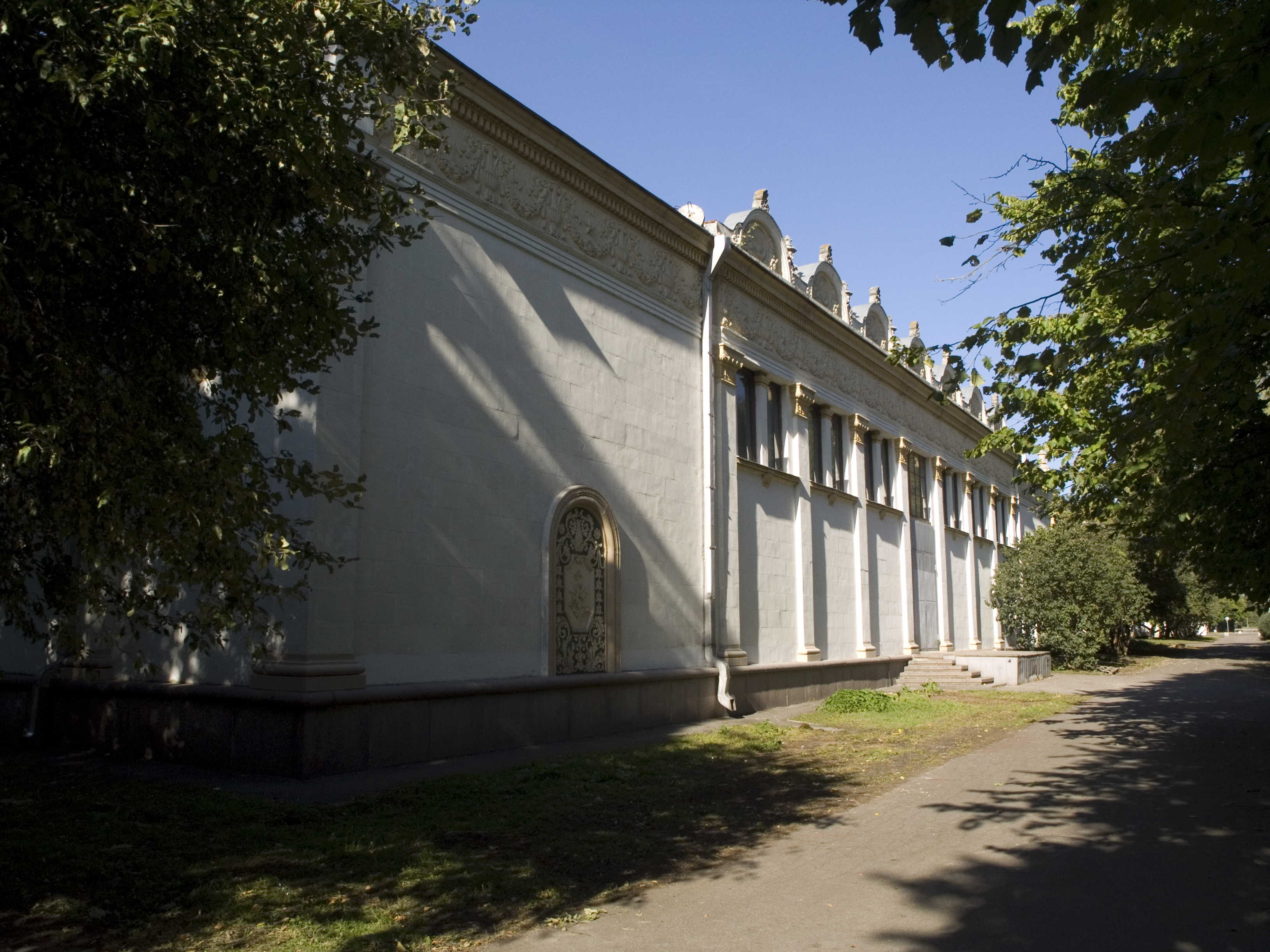
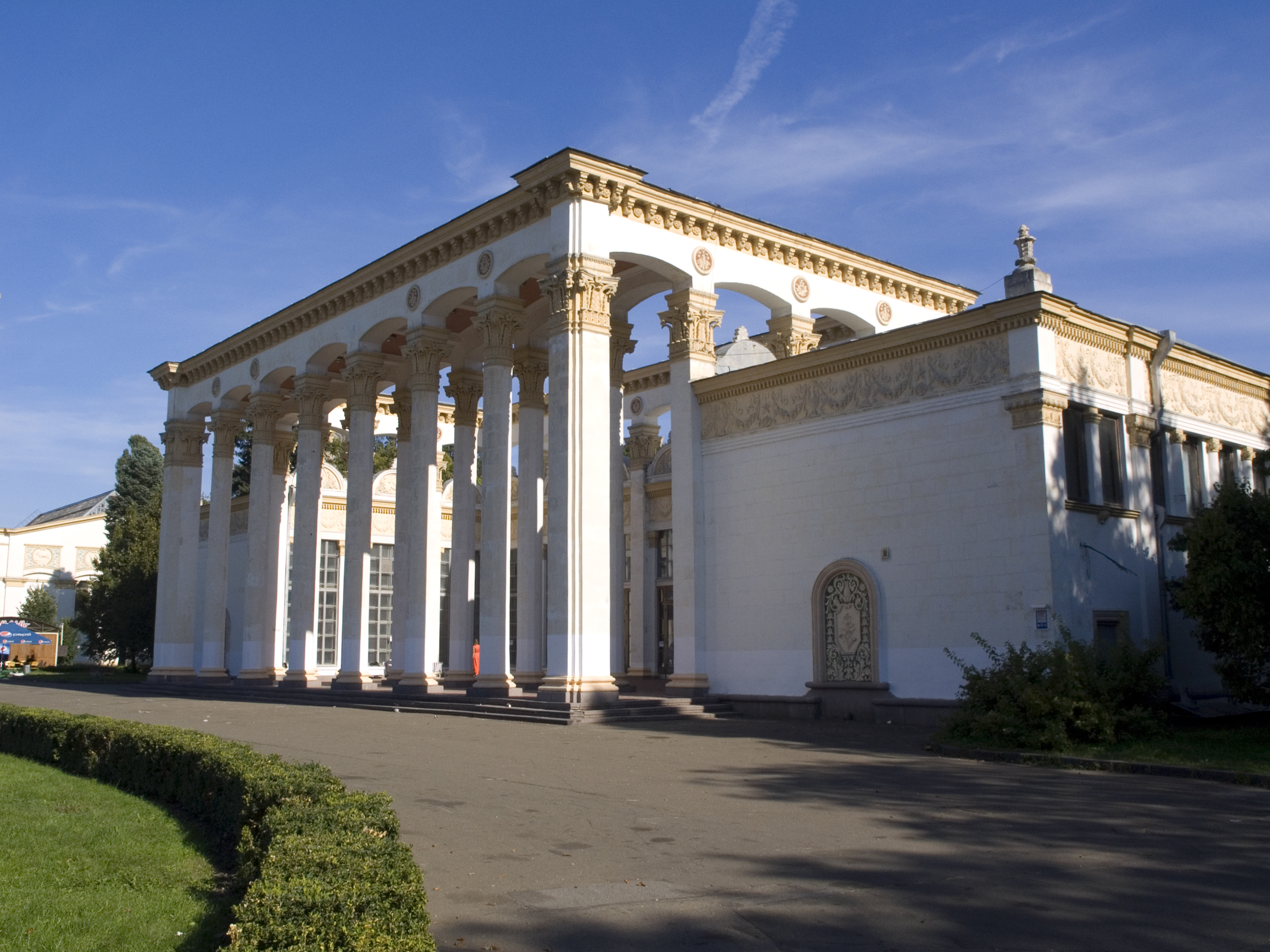
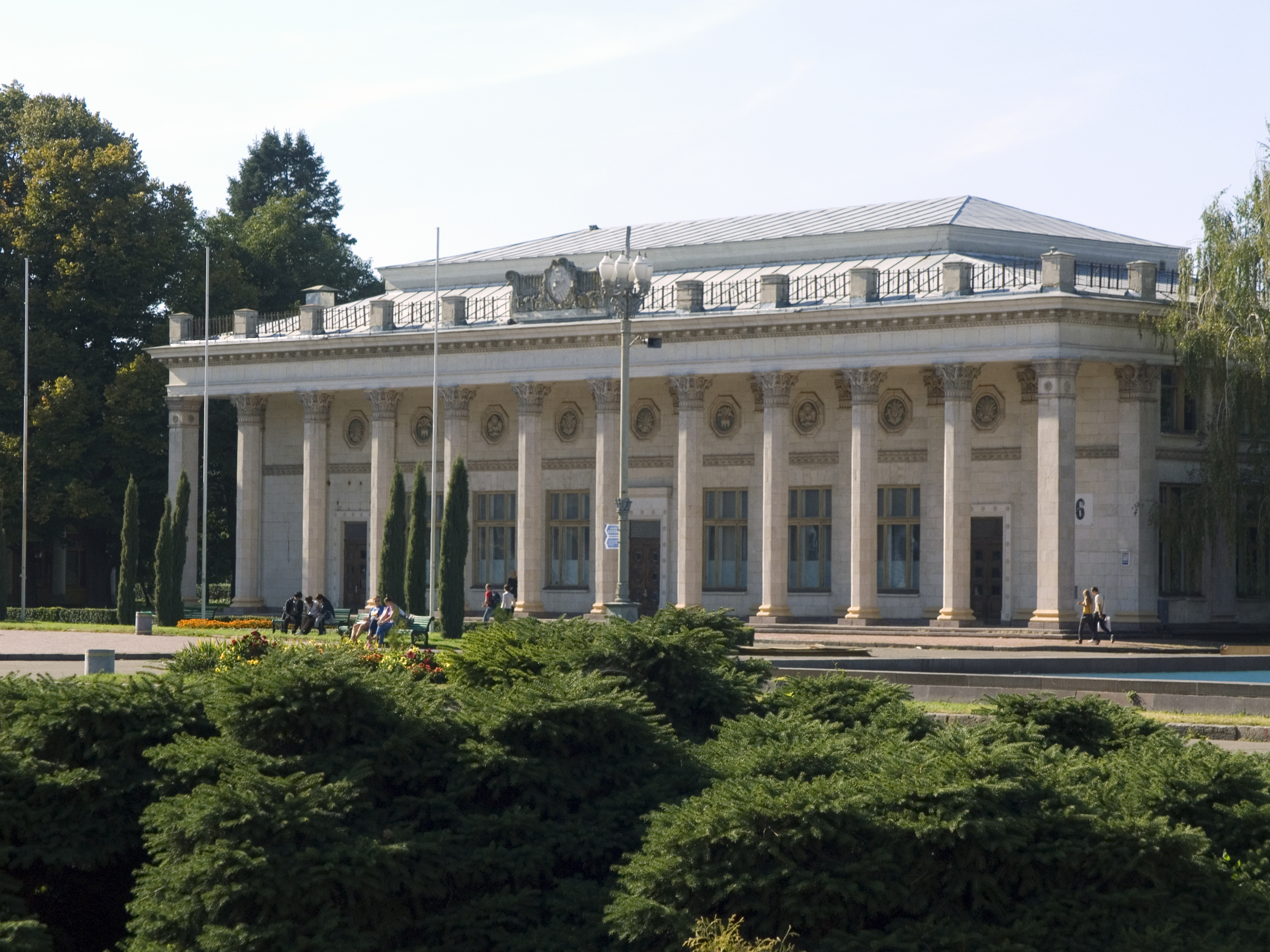
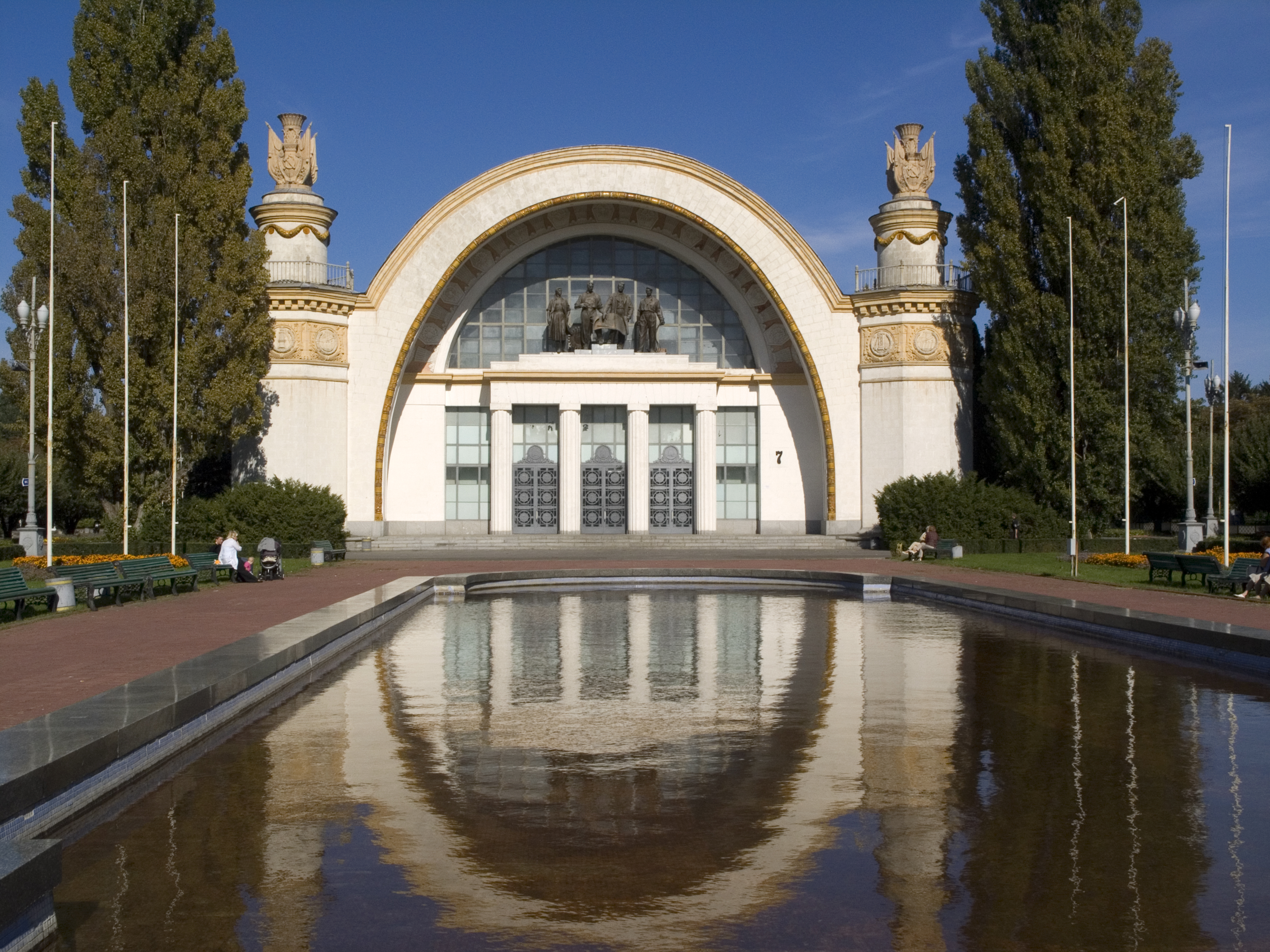
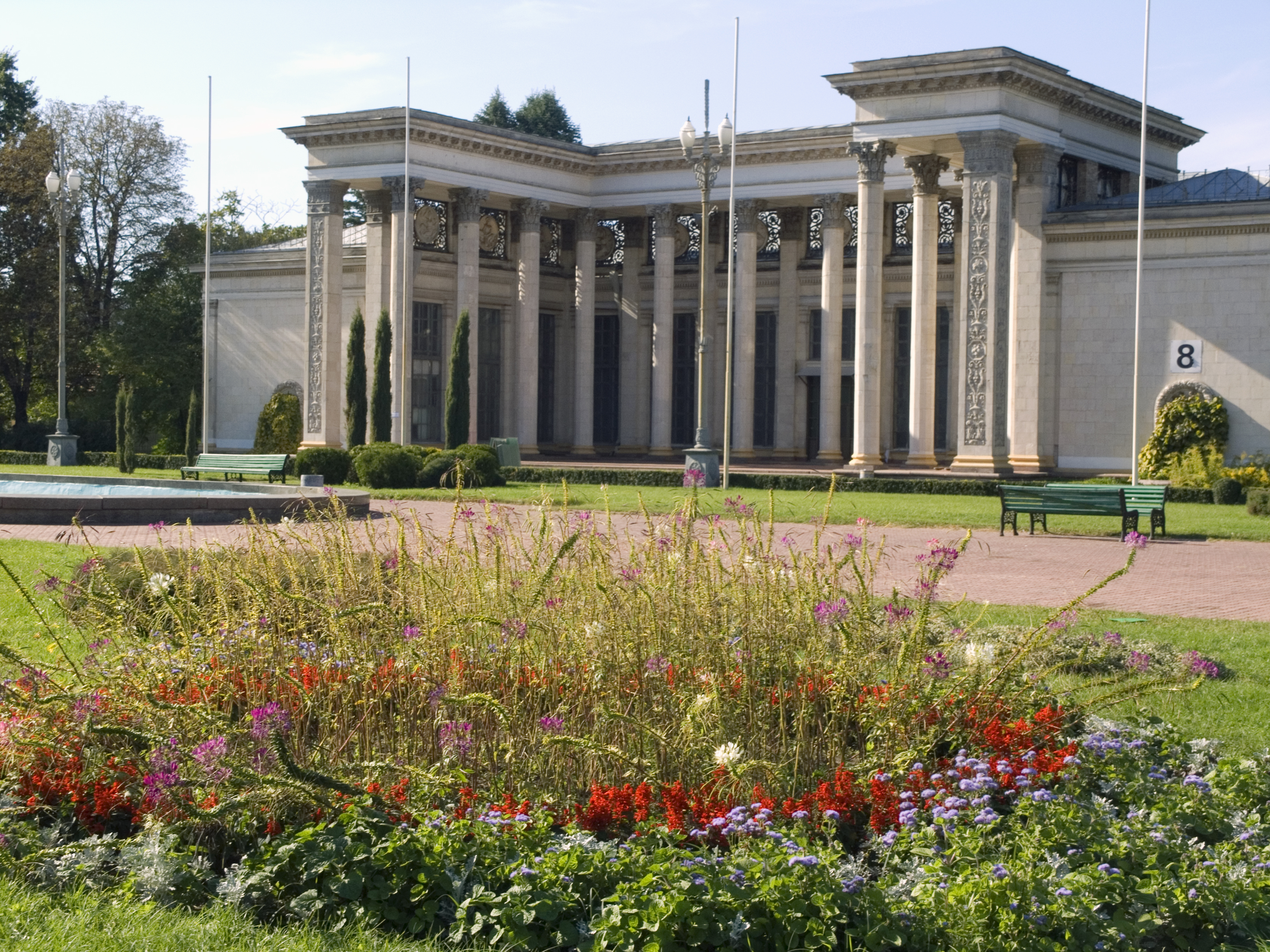
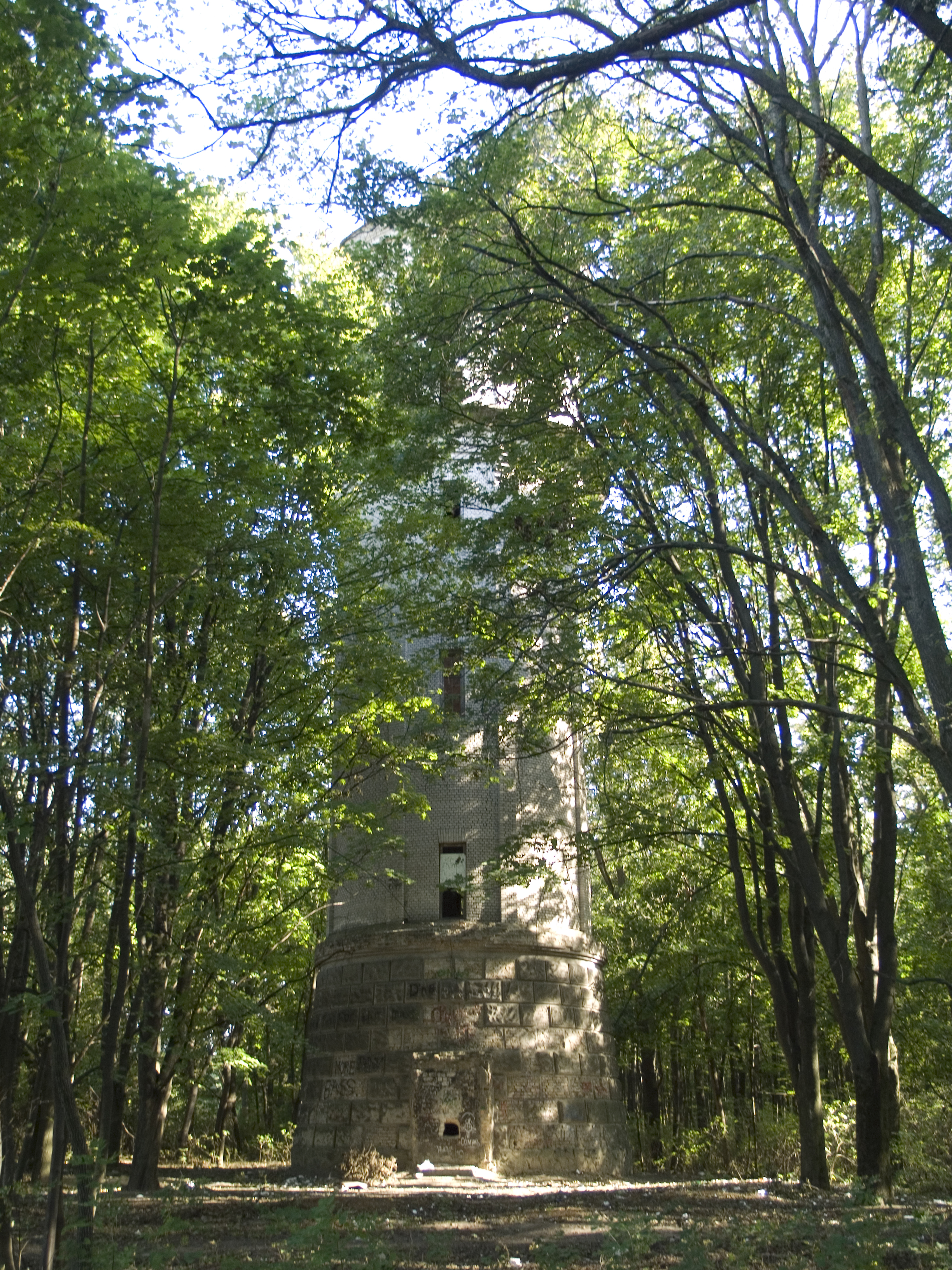
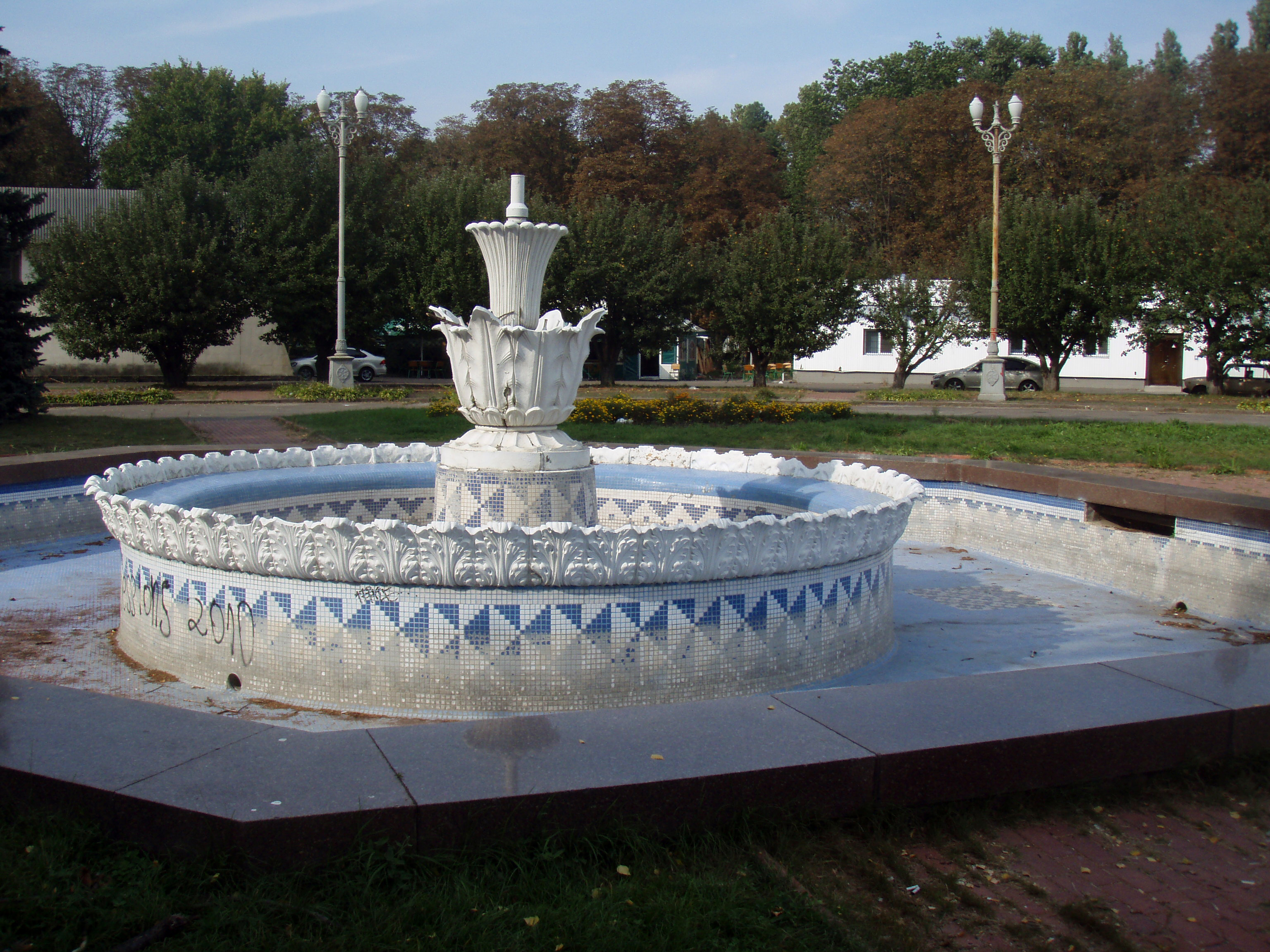